# Patti LuPone
Patti Ann LuPone (Northport, 21 aprile 1949) è un'attrice e cantante statunitense.
È nota soprattutto come interprete di musical a Broadway e a Londra. Per la sua attività teatrale a New York ha vinto tre Tony Award: due alla miglior attrice protagonista in un musical nel 1978 per Evita e nel 2008 per Gypsy e uno alla miglior attrice non protagonista in un musical per Company nel 2022. Le sue interpretazioni nel West End londinese le sono valse due Laurence Olivier Award: alla migliore attrice in un musical per la sua interpretazione nel ruolo di Fantine nel cast originale di Londra de Les Misérables (1985) e alla migliore attrice non protagonista in un musical per la sua Joanne in Company (2019).
All'attività teatrale, l'attrice ha occasionalmente affiancato anche quella televisiva. È nota anche per l'interpretazione canora di personaggi del mondo dei cartoni animati, come Diamante Giallo nella serie animata Steven Universe prodotta dalla CN.

## Biografia

### Infanzia e formazione
Patti Ann LuPone nacque a Northport, Long Island, figlia dell'amministratrice della biblioteca universitaria Angela Louise (nata Patti) e dell'amministratore scolastico Orlando Joseph LuPone. La famiglia era di origini italiane: suo padre, abruzzese, era originario di Pratola Peligna, e la sua pro-prozia era il celebre soprano Adelina Patti. L'attrice ha due fratelli, i gemelli Robert, morto il 27 agosto 2022, e William LuPone. Robert LuPone è stato attore, ballerino e regista, noto soprattutto per aver recitato nella produzione originale del musical A Chorus Line nel ruolo del coreografo Zach; William, invece, è un insegnante. Patti LuPone cominciò ad esibirsi durante l'infanzia con i due fratelli, con cui formava il "LuPone Trio" e il terzetto si esibiva a Long Island ed apparve anche su una rete televisiva locale. Durante gli studi superiori alla Northport High School, la LuPone imparò a suonare la tuba e studiò canto sotto la direzioni della vocal coach Esther Scott. Nel 1968 fu ammessa al primo corso di recitazione della prestigiosa Juilliard School, precedentemente nota solo come conservatorio, dove si formò per quattro anni sotto la supervisione di John Houseman. Patti LuPone fece parte del Group 1, i membri della prima classe di recitazione della Juilliard, che comprendeva anche futuri attori di successo come Kevin Kline, David Ogden Stiers e Stephen McKinley Henderson, e conseguì la laurea in arti drammatiche nel 1972.

### Gli anni '70
Nel 1971, quando ancora studiava recitazione alla Juilliard, fece il suo debutto sulle scene nella rock opera Iphigenia al Young Vic di Londra, mentre l'anno successivo si unì a "The Acting Company", una compagnia teatrale diretta dal suo mentore John Houseman e che comprendeva diversi altri suoi compagni di studio all'università, tra cui Kevin Kline. Patti LuPone rimase con l'Acting Company per quattro anni, fino al 1976, e in questo periodo ricoprì ruoli di primo piano in numerosi drammi e commedie del repertorio classico e moderno, tra cui Donne attente alle donne, La scuola della maldicenza, Edoardo II, Pene d'amor perdute, La via del mondo e opere di George Bernard Shaw, Maksim Gor'kij e Jean Anouilh. Fu con l'Acting Company che Patti LuPone fece il suo debutto a Broadway nel 1973, quando interpretò Irina, Lucy, Giulietta e Giacinta negli allestimenti in repertorio di Tre sorelle, L'opera del mendicante, Misura per misura e Le furberie di Scapino. Nel 1975 recitò per la prima volta in un musical a Broadway, quando interpretò Rosamund in The Robber Bridegroom e per la sua interpretazione ottenne una candidatura al Tony Award alla miglior attrice non protagonista in un musical.
Dopo The Robber Bridegroom, Patti LuPone tornò a recitare in un musical l'anno successivo, quando fu scelta per interpretare la protagonista del musical di Stephen Schwartz The Baker's Wife accanto a Topol; lo show però si rivelò un flop e chiuse durante il rodaggio a Washington prima di debuttare a Broadway. Nel 1977 iniziò un proficuo sodalizio artistico con il drammaturgo e regista David Mamet e recitò nelle sue opere The Woods (1977), All Men Are Whores (1977), The Blue Hour (1978) e The Water Engine (1978). Nel 1978 tornò a Broadway con il musical Working, che però si rivelò un flop e rimase in cartellone per solo 24 rappresentazioni; nello stesso anno fece anche il suo debutto cinematografico con Il re degli zingari. Nel 1979 ottenne il successo quando fu scelta per interpretare Eva Perón nella prima statunitense del musical di Andrew Lloyd Webber Evita. Diretto da Harold Prince, il musical fu allestito brevemente a Los Angeles prima di debuttare trionfalmente a Broadway il 25 settembre 1979; per la sua interpretazione, Patti LuPone vinse il Tony Award alla miglior attrice protagonista in un musical.

### Gli anni '80
L'attrice rimase nel cast di Evita a Broadway fino al gennaio 1981 e alcuni mesi più tardi tornò a ricoprire brevemente il ruolo anche nella produzione di Sydney, in Australia. Dopo il successo in Evita, Patti LuPone tornò a concentrarsi al teatro di prosa per qualche anno, recitando in Come vi piace (Minneapolis, 1982), Edmund (New York, 1982) e Morte accidentale di un anarchico (Broadway, 1983). Nel 1984 tornò a Broadway con il musical Oliver!, in cui interpretava Nancy e cantava la famosa As Long as He Needs Me. Il musical ottenne recensioni tiepide e chiuse rapidamente, dando così modo alla LuPone di trasferirsi a Londra per la stagione 1985/1986. Nel 1985 recitò infatti all'Old Vic nel musical The Craddle Will Rock, in cui aveva precedentemente recitato nell'Off-Broadway nel 1983. Il successo sulle scene londinesi arrivò però qualche mese più tardi, quando fu scelta per interpretare Fantine nella prima del musical della Royal Shakespeare Company Les Misérables. Lo show si rivelò un enorme successo di pubblico e per la sua interpretazione in Les Misérables e The Craddle Will Rock la LuPone vinse il Laurence Olivier Award alla migliore attrice in un musical. Due anni più tardi tornò a recitare a Broadway in un apprezzato revival del musical di Cole Porter Anything Goes in scena al Lincoln Center. Per la sua acclamata interpretazione vinse il Drama Desk Award alla migliore attrice in un musical, oltre a ricevere una nomination al Tony Award.

### Gli anni '90
Nel 1993 Patti LuPone tornò a recitare a Londra nella prima del musical di Andrew Lloyd Webber Sunset Boulevard, in cui interpretava la protagonista Norma Desmond. Il musical ricevette critiche contrastanti, ma la LuPone ottenne recensioni positive per la sua performance nel ruolo che fu di Gloria Swanson e ricevette una nomination al Laurence Olivier Award alla migliore attrice in un musical. Patti LuPone era già sotto contratto per tornare a ricoprire il ruolo anche a Broadway, ma fu licenziata da Andrew Lloyd Webber e sostituita da Glenn Close. Nel 1995 cantò in una versione concertistica di Pal Joey e nello stesso anno tornò a Broadway con una serie di concerti al Walter Kerr Theatre intitolati Patti LuPone on Broadway. I concerti furono un successo di critica e pubblico e la cantante fu candidata all'Outer Critics Circle Award. 
Nel 1996 Patti LuPone Zoe Caldwell nel dramma di Terrence McNally Master Class, in cui la LuPone interpretava Maria Callas; l'attrice ottenne recensioni positive e nel 1997 tornò ad interpretare il celebre soprano greco anche nella prima londinese della pièce. Nel 1997 tornò a collaborare con David Mamet nel dramma The Old Neighborhood a Broadway, mentre l'anno successivo interpretò Annie Oakley in un allestimento concertistico del musical Annie Get Your Gun in scena al Lincoln Center per la regia di Lonny Price. Negli ultimi anni novanta tornò anche a recitare sul piccolo e grande schermo, apparendo nel film S.O.S. Summer of Sam - Panico a New York e nelle serie TV Law & Order - I due volti della giustizia e Frasier; per quest'ultima ottenne una candidatura al Premio Emmy alla miglior attrice guest star in una serie commedia.

### Gli anni 2000
Nel maggio 2000 ha recitato per la prima volta nel musical di Stephen Sondheim Sweeney Todd: The Demon Barber of Fleet Street all'Avery Fisher Hall di New York; LuPone interpretava la co-protagonista Mrs. Lovett, un ruolo che tornò ad interpretare a San Francisco e Ravinia nel 2001. Sempre nel 2001 tornò a recitare a Broadway nella commedia Rumori fuori scena, a cui seguì il musical A Little Night Music al festival di Ravinia nell'agosto del 2002. L'attrice inizio così una prolifica collaborazione con il festival teatrale di Ravinia, dove tornò a recitare anche nel 2003 con il musical Passion, nel 2004 con Sunday in the Park with George, nel 2005 con Anyone Can Whistle e nel 2006 con Gypsy: A Musical Fable. Nel 2005 la LuPone tenne un concerto alla Carnegie Hall, The Lady with the Torch, che registrò il tutto esaurito. Nel frattempo, l'attrice recitò in altre produzioni concertistiche o semi-sceniche di musical o operette, tra cui Can Can al New York City Center (2004), Candide all'Avery Fisher Hall (2004) e Regina al Kennedy Center (2005). Nel 2005 tornò a recitare in un musical a Broadway con un revival di Sweeney Todd diretto da John Doyle; nell'allestimento il cast principale si accompagnava con strumenti musicali suonati dagli stessi attori e per l'occasione la LuPone tornò a suonare la tuba. Per la sua interpretazione fu candidata al Drama Desk Award e al Tony Award alla migliore attrice protagonista in un musical.
Nel 2007 fece il suo debutto nel mondo dell'opera con un allestimento di Ascesa e caduta della città di Mahagonny di Kurt Weill e Bertolt Brecht, diretto da John Doyle alla Los Angeles Opera. La produzione fu registrata sia su CD che su DVD e per la sua interpretazione nel ruolo di Begbick vinse due Premi Grammy: per il miglior album di musica classica e per il miglior album di un'opera. Sempre nel 2007 interpretò il ruolo di Madame Rose nel musical Gypsy al New York City Center per la regia del librettista di Arthur Laurents; l'allestimento, in cui la LuPone recitava accanto a Laura Benanti e Boyd Gaines, fu riproposto anche al Booth Theatre di Broadway nel 2008. Per la sua interpretazione del ruolo di Rose Patti LuPone ottenne alcune delle recensioni migliori di tutta la sua carriera e vinse il Drama Desk Award, l'Outer Critics Circle Award, il Drama League Award Tony Award alla miglior attrice protagonista in un musical.

### Gli anni 2010 e 2020
Gli anni 2010 furono inaugurati dal grande successo dell'autobiografia dell'attrice. Il libro di memorie, intitolato semplicemente Patti LuPone: A Memoir, fu pubblicato nel settembre 2010 ed ottenne recensioni molto positive. Nello stesso anno tornò a recitare a Broadway in un adattamento musicale del film di Pedro Almodovar Donne sull'orlo di una crisi di nervi; lo show ottenne recensioni contrastanti e rimase in scena a Broadway solo per alcuni mesi, ma la performance della LuPone fu accolta molto positivamente dai critici ed ella ricevette una candidatura al Tony Award alla migliore attrice non protagonista in un musical. Nel 2011 ha recitato invece in una versione concertistica del musical di Sondheim Company all'Avery Fisher Hall, con Neil Patrick Harris e la regia di Lonny Price. Sempre nel 2011 recitò con il New York City Ballet ne I sette peccati capitali di Kurt Weill e tenne una serie di 63 concerti all'Ethel Barrymore Theatre di Broadway con Mandy Patinkin, suo collega in Evita.
Nel 2012 tornò ad interpretare l'opera di David Mamet nella prima del suo dramma L'anarchica a Broadway, in cui recitava accanto a Debra Winger; la pièce fu stroncata dalla critica e chiuse anticipatamente, cancellando numerose rappresentazioni dal cartellone. Tre anni più tardi si dedicò nuovamente alla prosa quando recitò accanto a Michael Urie nella commedia di Douglas Carter Beane Shows for Days al Lincoln Center; sempre nel 2015 tornò a cantare alla Los Angeles Opera, questa volta nell'opera I fantasmi di Versailles. Nel 2017 invece tornò a Broadway con il musical War Paint, in cui la LuPone interpretava Helena Rubinstein accanto all'Elizabeth Arden di Christine Ebersole; entrambe le attrice ottennero grandi plausi di critica e pubblico e sia la LuPone che la Ebersole vennero candidate al Tony Award alla migliore attrice protagonista in un musical per le rispettive interpretazioni. Nell'ottobre 2018 Patti LuPone fece il suo ritorno sulle scene londinesi dopo oltre venticinque anni d'assenza; per l'occasione, la LuPone tornò a recitare nel musical Company, questa volta per la regia di Marianne Elliott. Per la sua interpretazione nel ruolo di Joanne, la LuPone vinse il Laurence Olivier Award alla migliore attrice non protagonista in un musical. Nel 2020 l'attrice torna ad interpretare Joanne in Company, questa volta a Broadway, sempre per la regia di Marianne Elliott; per la sua interpretazione ha vinto il Drama Desk Award, l'Outer Critics Circle Award e il Tony Award alla miglior attrice non protagonista in un musical. Sempre nello stesso anno è Avis Amberg nella miniserie televisiva di Netflix Hollywood.

### Vita privata
Patti LuPone è sposata con Matthew Johnston dal 12 dicembre 1988. La coppia si è sposata sul palco del Vivian Beaumont Theatre al Lincoln Center dopo aver girato il film televisivo LBJ; Johnston, infatti, è un cameraman. La coppia ha avuto un figlio, Joshua Luke Johnston (nato il 21 novembre 1990). La famiglia vive in Connecticut e nella Carolina del Sud.

## Filmografia

### Attrice

#### Cinema
- Il re degli zingari (King of the Gypsies), regia di Frank Pierson (1978)
- 1941 - Allarme a Hollywood (1941), regia di Steven Spielberg (1979)
- Witness - Il testimone (Witness), regia di Peter Weir (1985)
- Cadaveri e compari (Wise Guys), regia di Brian De Palma (1986)
- A spasso con Daisy (Driving Miss Daisy), regia di Bruce Beresford (1989)
- Family Prayers, regia di Scott M. Rosenfeld (1993)
- S.O.S. Summer of Sam - Panico a New York (Summer of Sam), regia di Spike Lee (1999)
- Hollywood, Vermont. (State and Main), regia di David Mamet (2000)
- Il colpo (Heist), regia di David Mamet (2001)
- Colpevole d'omicidio (City by the Sea), regia di Michael Caton-Jones (2002)
- Company, regia di Lonny Price (2011)
- Parker, regia di Taylor Hackford (2013)
- The Comedian, regia di Taylor Hackford (2016)
- Last Christmas, regia di Paul Feig (2019)
- L'accademia del bene e del male (The School for Good and Evil), regia di Paul Feig (2022)
- Beau ha paura (Beau Is Afraid), regia di Ari Aster (2023)

#### Televisione
- Una famiglia come le altre (Life Goes On) – serie TV, 83 episodi (1989-1993)
- Frasier – serie TV, episodi 1×03-5×16 (1993; 1998)
- Law & Order - I due volti della giustizia (Law & Order) – serie TV, episodi 6×22-8×03 (1996-1997)
- Il tocco di un angelo (Touched by an Angel) – serie TV, episodio 7×15 (2001)
- La famiglia Pellet (In-Laws) – serie TV, episodio 1×15 (2003)
- Oz – serie TV, 7 episodi (2003)
- Will & Grace – serie TV, episodio 7×15 (2005) – cameo
- Ugly Betty – serie TV, episodio 1×18 (2007)
- 30 Rock – serie TV, episodi 3×13-4×20-6×10 (2009-2012)
- Glee – serie TV, episodio 2×22 (2011)
- Army Wives - Conflitti del cuore (Army Wives) – serie TV, episodio 6×16 (2012)
- American Horror Story – serie TV, 9 episodi (2013-2014; 2022)
- Girls – serie TV, episodi 3×08-3×11 (2014)
- Law & Order - Unità vittime speciali (Law & Order: Special Victims Unit) – serie TV, episodio 16×11 (2015)
- Penny Dreadful – serie TV, 9 episodi (2015-2016)
- Crazy Ex-Girlfriend – serie TV, episodio 2×10 (2017)
- Mom – serie TV, episodio 5×19 (2018)
- Pose – serie TV, 5 episodi (2019)
- Hollywood – miniserie TV (2020)
- Penny Dreadful: City of Angels – serie TV, episodio 1x08 (2020)
- Agatha All Along, regia di Jac Schaeffer, Rachel Goldberg e Gandja Monteiro – miniserie TV, 7 puntate (2024)
- And Just Like That... – serie TV, episodi 3x07-3x08-3x09 (2025)

### Doppiatrice
- Steven Universe – serie animata, 8 episodi (2016-2019)
- BoJack Horseman – serie animata, episodio 4×08 (2017)
- Vampirina – serie animata, 9 episodi (2017-2021)
- I Simpson (The Simpsons) – serie animata, episodio 30×12 (2019)
- Steven Universe: il film (Steven Universe: The Movie), regia di Rebecca Sugar – film TV (2019)
- Steven Universe Future - serie animata, 2 episodi (2019-2020)

## Teatro
- Iphigenia, musiche di Peter Link, libretto di Peter Link ed Euripide, regia di Gerald Freedman. Young Vic di Londra (1971)
- La scuola della maldicenza di Richard Brinsley Sheridan, regia di Gerald Freedman. Good Shepherd-Fait Church di New York (1972)
- Donne attente alle donne di Thomas Middleton, regia di Michael Kahn. Good Shepherd-Fait Church di New York (1972)
- The Hostage di Brendan Behan, regia di Gene Lesser. Good Shepherd-Fait Church di New York (1972)
- Bassifondi di Maksim Gor'kij, regia di Boris Tumarin. Good Shepherd-Fait Church di New York (1972)
- Next Time I'll Sing to You di James Saunders, regia di Marian Seldes. Good Shepherd-Fait Church di New York (1972)
- Tre sorelle di Anton Čechov, regia di Boris Tumarin. Billy Rose Theatre di New York (1973)
- L'opera del mendicante di John Gay, regia di Gene Lesser. Billy Rose Theatre di New York (1973)
- Misura per misura di William Shakespeare, regia di John Houseman. Billy Rose Theatre di New York (1973)
- Scapin, libretto di Douglas Carter Beane e Doug Wright, musiche di Alan Menken, regia di Pierre Lefevre. Billy Rose Theatre di New York (1973)
- Next Time I'll Sing to You di James Saunders, regia di Marian Seldes. Billy Rose Theatre di New York (1974)
- The Robber Bridegroom, libretto di Alfred Uhry e musiche di Robert Waldman, regia di Gerald Freedman. Harkness Theatre di New York (1975)
- Edoardo II di Christopher Marlowe, regia di Ellis Rabb. Harkness Theatre di New York (1975)
- The Time of Your Life di William Saroyan, regia di Jack O'Brien. Harkness Theatre di New York (1975)
- Tre sorelle di Anton Čechov, regia di Boris Tumarin. Harkness Theatre di New York (1975)
- The Baker's Wife, libretto di Joseph Stein, musiche di Stephen Schwartz. Shubert Theatre di Boston (1976)
- All Men are Whores, scritto e diretto da David Mamet. Yale Cabaret di New Haven (1977)
- The Woods, scritto e diretto da David Mamet. St. Nicholas Theatre di Chicago (1977)
- The Blue Hour, scritto e diretto da David Mamet. Public Theatre di New York (1978)
- The Water Engine/Happiness di David Mamet, regia di Steven Schachter. Plymouth Theatre di New York (1978)
- Working, libretto di Craig Carnelia, James Taylor, Mary Rodgers, Micki Grant, Stephen Schwartz e Susan Birkenhead, regia di Stephen Schwartz. 46th Street Theatre di New York (1978)
- Stage Directions di Israel Horowitz, regia di Jack Hofsiss. Public Theatre di New York (1978)
- Catchpenny Twist di Shaun Davey e Stewart Parker. John W. Huntington Theatre di Hartford (1978)
- Evita, libretto di Tim Rice, musiche di Andrew Lloyd Webber, regia di Harold Prince. Broadway Theatre di New York (1979), Her Majesty's Theatre di Sydney (1981)
- Come vi piace di William Shakespeare, regia di Liviu Ciulei. Guthrie Theatre di Minneapolis (1982)
- Edmund di David Mamet, regia di Gregory Mosher. Provincetown Playhouse di New York (1982)
- America Kicks Up Its Heels, libretto di Charles Rubin, musiche di William Finn, regia di Ben Levit. Playwrights Horizons di New York (1983)
- The Cradle Will Rock di Marc Blitzstein, regia di John Houseman. Douglas Fairbanks Theatre e American Place Theatre di New York (1983)
- Morte accidentale di un anarchico di Dario Fo, regia di Douglas C. Wager. Belasco Theatre di New York (1984)
- Oliver!, di Lionel Bart, regia di Peter Coe. Mark Hellinger Theatre di New York (1984)
- Enrico IV, parte I di William Shakespeare, regia di Timothy S. Mayer. Kennedy Center di Washington (1985)
- Il conte di Montecristo, da Alexandre Dumas, regia di Peter Sellars. Kennedy Center di Washington (1985)
- The Cradle Will Rock di Marc Blitzstein, regia di John Houseman. Old Vic di Londra (1985)
- Les Misérables, libretto di Alain Boublin e Herbert Kretzmer, musiche di Claude-Michel Schönberg, regia di Trevor Nunn e John Caird. Barbican Centre e Palace Theatre di Londra (1985)
- Anything Goes, di Cole Porter, regia di Jerry Zaks. Vivian Beaumont Theater di New York (1987)
- Sunset Boulevard, libretto di Don Black e Christopher Hampton, musiche di Andrew Lloyd Webber, regia di Trevor Nunn. Adelphi Theatre di Londra (1993)
- Pal Joey, libretto di Lorenz Hart, musiche di Richard Rodgers, regia di Lonny Price. New York City Center di New York (1995)
- Master Class di Terrence McNally, regia di Leonard Foglia. John Golden Theatre di New York (1995), Queen's Theatre di Londra (1997)
- The Old Neighborhood di David Mamet, regia di Scott Zigler. Booth Theatre di New York (1997)
- Annie Get Your Gun, libretto di Herbert Fields e Dorothy Fields, musiche di Irving Berlin, regia di Lonny Price. Lincoln Center di New York (1999)
- Sweeney Todd: The Demon Barber of Fleet Street, libretto di Hugh Wheeler, musiche di Stephen Sondheim, regia di Lonny Price. Lincoln Center di New York (2000)
- Rumori fuori scena di Michael Frayn, regia di Jeremy Sams. Brooks Atkinson Theatre di New York (2001)
- Sweeney Todd: The Demon Barber of Fleet Street, libretto di Hugh Wheeler, musiche di Stephen Sondheim, regia di Lonny Price. Davies Hall di San Francisco; Ravinia Festival Pavilion di Highland Park (2001)
- Rumori fuori scena di Michael Frayn, regia di Jeremy Sams. Brooks Atkinson Theatre di Broadway (2001)
- Runt of the Litter di Bo Eason, regia di Larry Moss. MCC Theatre di New York (2002)
- A Little Night Music, libretto di Hugh Wheeler, musiche di Stephen Sondheim, regia di Lonny Price. Ravinia Festival Pavilion di Highland Park (2002)
- Passion, libretto di James Lapine, musiche di Stephen Sondheim, regia di Lonny Price. Ravinia Festival Pavilion di Highland Park (2003)
- Can-Can, libreto di Abe Burrows, musiche di Cole Porter, regia di Lonny Price. New York City Center di New York (2004)
- Candide di Leonard Bernstein, regia di Lonny Price. Lincoln Center di New York (2004)
- Sunday in the Park with George, libretto di James Lapine, musiche di Stephen Sondheim, regia di Lonny Price. Ravinia Festival Pavilion di Highland Park (2004)
- Regina di Marc Blitzstein, regia di Gerald Freedman. Kennedy Center di Washington (2005)
- Passion, libretto di James Lapine, musiche di Stephen Sondheim, regia di Lonny Price. Lincoln Center di New York (2005)
- Anyone Can Whistle, libretto di Arthur Laurents, musiche di Stephen Sondheim, regia di Lonny Price. Ravinia Festival Pavilion di Highland Park (2005)
- Sweeney Todd: The Demon Barber of Fleet Street, libretto di Hugh Wheeler, musiche di Stephen Sondheim, regia di John Doyle. Eugene O'Neill Theatre di New York (2005)
- Gypsy, libretto di Arthur Laurents e Stephen Sondheim, musiche di Jule Styne, regia di Lonny Price. Ravinia Festival Pavilion di Highland Park (2006)
- To Hell and Beck, libretto di Gene Scheer, musiche di Jake Heggie, regia di Nicholas McGegan. Mountain View Center di Mountain View (2006)
- Ascesa e caduta della città di Mahagonny, libretto di Bertolt Brecht e musiche di Kurt Weill, regia di John Doyle. Opera di Los Angeles (2007)
- Gypsy, libretto di Arthur Laurents e Stephen Sondheim, musiche di Jule Styne, regia di Arthur Laurents. New York City Center di New York (2007)
- Gypsy, libretto di Arthur Laurents e Stephen Sondheim, musiche di Jule Styne, regia di Arthur Laurents. St James Theatre di New York (2008)
- Women on the Verge of a Nervous Breakdown, libretto di Jeffrey Lane, musiche di David Yazbek, regia di Bartlett Sher. Lincoln Center di New York (2010)
- Company, libretto di George Furth, musiche di Stephen Sondheim, regia di Lonny Price. Lincoln Center di New York (2011)
- I sette peccati capitali, libretto di Bertolt Brecht, musiche di Kurt Weill, regia di Lynne Taylor-Corbett. David H. Kock Theatre di New York (2011)
- The Anarchist, scritto e diretto da David Mamet. John Golden Theatre di New York (2012)
- I fantasmi di Versailles, libretto di William M. Hoffman, musiche di John Corigliano, regia di Darko Tresnjak. Opera di Los Angeles (2015)
- Shows For Days di Douglas Carter Beane, regia di Jerry Zaks. Lincoln Center di New York (2015)
- War Paint, libretto di Michael Korie e Doug Wright, musiche di Scott Frankel, regia di Michael Greif. Goodman Theatre di Chicago (2016), Nederlander Theatre di New York (2017)
- Company, libretto di George Furth, musiche di Stephen Sondheim, regia di Marianne Elliott. Gielgud Theatre di Londra (2018), Bernard B. Jacobs Theatre di New York (2020)
- The Roommate di Jen Silverman, regia di Jack O'Brien. Booth Theatre di Broadway (2024)

## Riconoscimenti
- Tony Award
  - 1976 – Candidatura Miglior attrice non protagonista in un musical per The Robber Bridegroom
  - 1980 – Miglior attrice protagonista in un musical per Evita
  - 1988 – Candidatura Miglior attrice protagonista in un musical per Anything Goes
  - 2006 – Candidatura Miglior attrice protagonista in un musical per Sweeney Todd
  - 2008 – Miglior attrice protagonista in un musical per Gypsy
  - 2011 – Candidatura Miglior attrice non protagonista in un musical per Women on the Verge of a Nervous Breakdown
  - 2017 – Candidatura Miglior attrice protagonista in un musical per War Paint
  - 2022 – Miglior attrice non protagonista in un musical per Company
- Drama Desk Award
  - 1976 – Candidatura Miglior attrice non protagonista in un musical per The Robber Bridegroom
  - 1980 – Miglior attrice protagonista in un musical per Evita
  - 1988 – Miglior attrice protagonista in un musical per Anything Goes
  - 1998 – Candidatura Miglior attrice non protagonista in una commedia per The Old Neighborhood
  - 2006 – Candidatura Miglior attrice protagonista in un musical per Sweeney Todd
  - 2008 – Miglior attrice protagonista in un musical per Gypsy
  - 2011 – Candidatura Miglior attrice non protagonista in un musical per Women on the Verge of a Nervous Breakdown
  - 2017 – Candidatura Miglior attrice protagonista in un musical per War Paint
  - 2022 – Miglior attrice non protagonista in un musical per Company
- Premio Grammy
  - 2008 – Miglior album di musica classica per Ascesa e caduta della città di Mahagonny
  - 2008 – Miglior album di opera per Ascesa e caduta della città di Mahagonny
- Emmy Award
  - 1996 – Candidatura Miglior performance in un programma per bambini per Song Spinner
  - 1998 – Nomination Miglior guest star in una serie commedia per Frasier
- Outer Critics Circle Award
  - 1996 – Miglior performance in un one man show per Patti LuPone on Broadway
  - 2006 – Candidatura Miglior attrice protagonista in un musical per Sweeney Todd
  - 2008 – Miglior attrice protagonista in un musical per Gypsy
  - 2011 – Candidatura Miglior attrice non protagonista in un musical per Women on the Verge of a Nervous Breakdown
  - 2017 – Candidatura Miglior attrice protagonista in un musical per War Paint
  - 2022 – Miglior attrice non protagonista in un musical per Company
- Laurence Olivier Award
  - 1985 – Migliore attrice in un musical per Les Misérables e The Cradle Will Rock
  - 1994 – Candidatura Migliore attrice in un musical per Sunset Boulevard
  - 2019 – Migliore attrice non protagonista in un musical per Company
- Drama League Award
  - 2008 – Miglior performance in un musical per Gypsy

## Discografia
Patti LuPone ha inciso un singolo con Seth MacFarlane (che dà voce al personaggio di Glenn Quagmire) nell'album del 2005 de “I Griffin” Family Guy: Live in Vegas|Family Guy: Live In Vegas. Un nuovo CD di uno dei suoi show, The Lady with the Torch, è stato distribuito nel 2006 dalla Sh-K-Boom Records. Nel dicembre dello stesso anno, la LuPone ha pubblicato un'ulteriore traccia reperibile sul sito dell'artista e su quello della Sh-K-Boom.
La discografia parziale della cantante comprende:
- The Baker's Wife (Original cast recording)
- Evita (Original Broadway cast recording)
- The Cradle Will Rock (The Acting Company recording)
- Les Misérables (Original London Cast recording)
- Anything Goes (New Broadway Cast Recording)
- Heat Wave (John Mauceri conducting the Hollywood Bowl Orchestra)
- Patti LuPone Live (Solo Album)
- Sunset Boulevard (World Première/Original London Cast Recording)
- Matters of the Heart (Solo Album)
- Sweeney Todd (New York Philharmonic recording)
- Sweeney Todd (2005 Broadway Cast recording)
- The Lady with the Torch (Solo Album)
- The Lady With the Torch...Still Burning (Solo Album)
- To Hell and Back (Philharmonia Baroque Orchestra World Premier recording)
- Gypsy (2008 Broadway Revival Cast Recording)
- Patti LuPone At Les Mouches (Live Solo Recording of 1980 club act)[40]
- Women on the Verge of a Nervous Breakdown (Original Broadway Cast Recording)
- Corigliano: The Ghosts of Versailles - James Conlon/Patricia Racette/Guanqun Yu/Patti LuPone, Chandos 2016 - Grammy Award for Best Opera Recording 2017
- Company (2019 London Revival Cast Recording)

Nel 2009 la canzone I dreamed a dream del 1985 è nuovamente entrato nelle classifiche dell'Official Singles Chart così come in quelle della rivista statunitense Billboard.

## DVD
- Kurt Weill: Ascesa e caduta della città di Mahagonny - James Conlon/Audra McDonald/Patti LuPone/Donnie Ray Albert, 2007 Euroarts - Grammy Award for Best Opera Recording e Grammy Award al miglior album di musica classica 2009

## Doppiatrici italiane
Nelle versioni in italiano delle opere in cui ha recitato, Patti LuPone è stata doppiata da:
- Barbara Castracane in 30 Rock, Glee, Hollywood
- Renata Biserni in Una famiglia come tante (2^ voce), American Horror Story
- Antonella Giannini in Pose, And Just Like That...
- Elettra Bisetti in A spasso con Daisy
- Pinella Dragani in Una famiglia come tante (1^ voce)
- Anna Rita Pasanisi in Colpevole d'omicidio
- Chiara Salerno in Oz
- Ludovica Modugno in Will & Grace
- Dania Cericola in Parker
- Melina Martello in Penny Dreadful
- Isabella Pasanisi in Law & Order - Unità vittime speciali
- Germana Savo in Steven Universe (dialoghi)
- Renata Fusco in Steven Universe (canto)
- Aurora Cancian in Last Christmas
- Nadia Perciabosco in L'Accademia del bene e del male
- Chiara Colizzi in Beau ha paura
- Giovanna Rapattoni  in Agatha All Along